# Berán Lajos
Berán Lajos (Budapest, 1882. június 9. – Budapest, 1943. január 5.) magyar szobrász, éremművész. Öccse Berán József labdarúgó, az FTC első csapatkapitánya volt.

## Életpályája
Telcs Edénél, majd Bécsben tanult képzőművészetet. 1903-tól csak éremművészettel foglalkozott, 1932-től az Állami Pénzverde művészeti vezetője lett, ebben a beosztásában számos pénzérménk tervezőjévé vált. Nagy számban vésett arckép- és sportérmeket is, köztük Semmelweis Ignác, Fadrusz János, Kőrösi Csoma Sándor, Erkel Ferenc, Petőfi Sándor, ebben a műfajban talán a mai napig ő volt hazánkban a legtermékenyebb mester. Emléktáblákat, bélyegeket is tervezett.
2006-ban az Országos Pedagógiai Könyvtár és Múzeum Vésnökök és mesterek című kiállításán Berán Lajos 28 db éremművészeti alkotása volt kiállítva.

## Műveiből
- Háborús emlékérem (1915) (Öntött bronz, átmérő 96 mm; MNG)
- Kálvin János-érem
- Alpár Ignác-érem (1925) (Öntött bronz, 81 mm ; MNG)
- Liber Endre-érem[4] (1932) (Vert bronz, 72 mm ; MNG)
- Pázmány Péter-érem (1935)
- Több pengőérmét is tervezett és egyes forintérmékhez is felhasználták terveit.
- Emléktáblák (pl. a Hatvani kapué az Astoriánál)
- Bélyegtervek: Vöröskereszt (sorozat 6 f-es és 20 f-es névérték, 1942)
- Rősler Endre operaénekes síremléke a Kerepesi temetőben
- Keviczky Hugóval közösen az első világháborúban elesett 600 postás emlékműve az egykori belvárosi főposta Párizsi utcai homlokzatán (1927)

## Kiállításaiból
- Nemzeti Szalon (1902)
- Kiállítás Milánóban (1906)
- Nemzeti Szalon (1923)
- Nemzeti Szalon (1925)
- Nemzeti Szalon (1927)
- OPKM Vésnökök és mesterek c. kiállítás (2006)

## Társasági tagság
- Benczúr Társaság

## Galéria

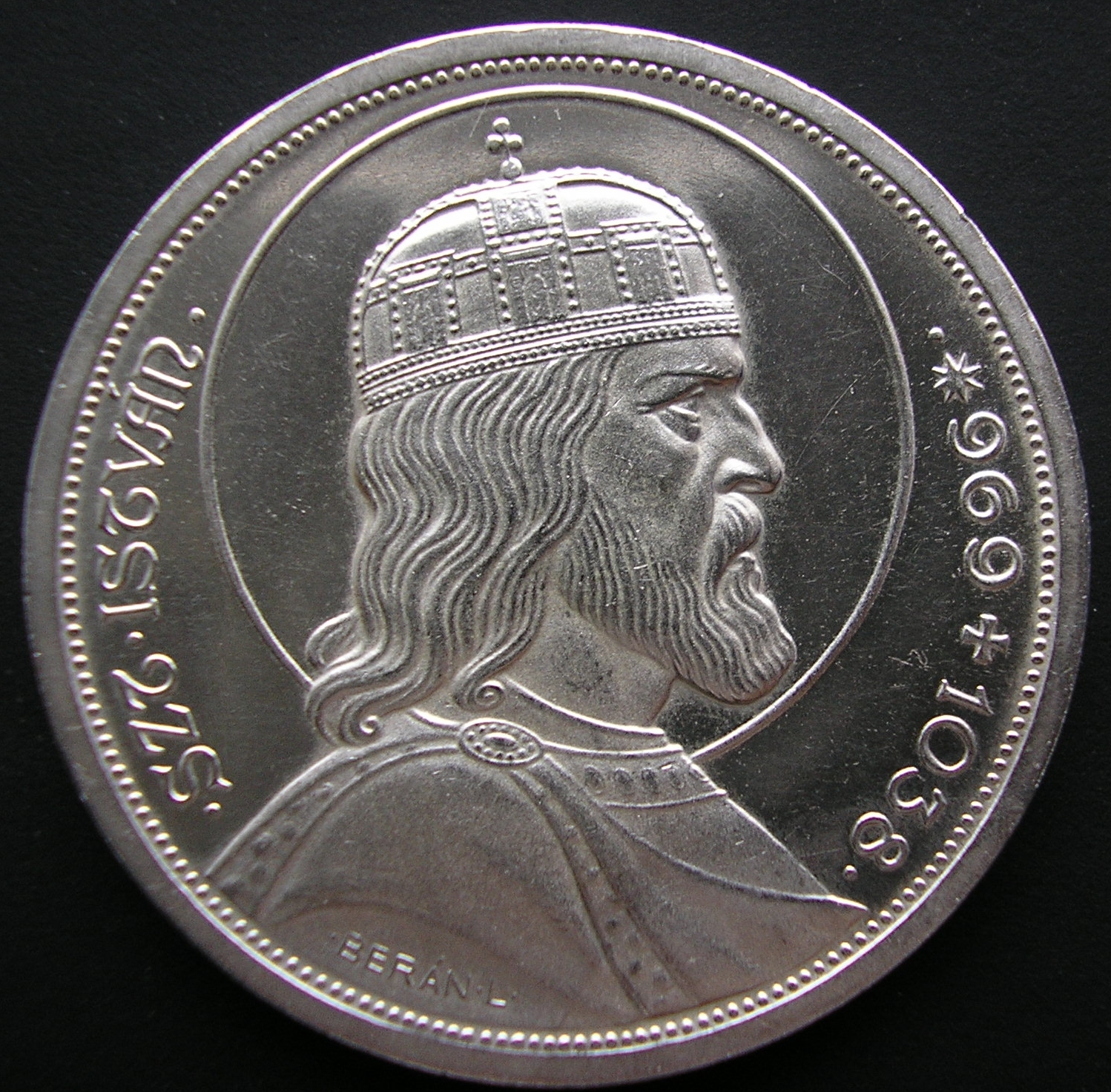
Szt. Istvános ezüst ötpengős eleje, 1938
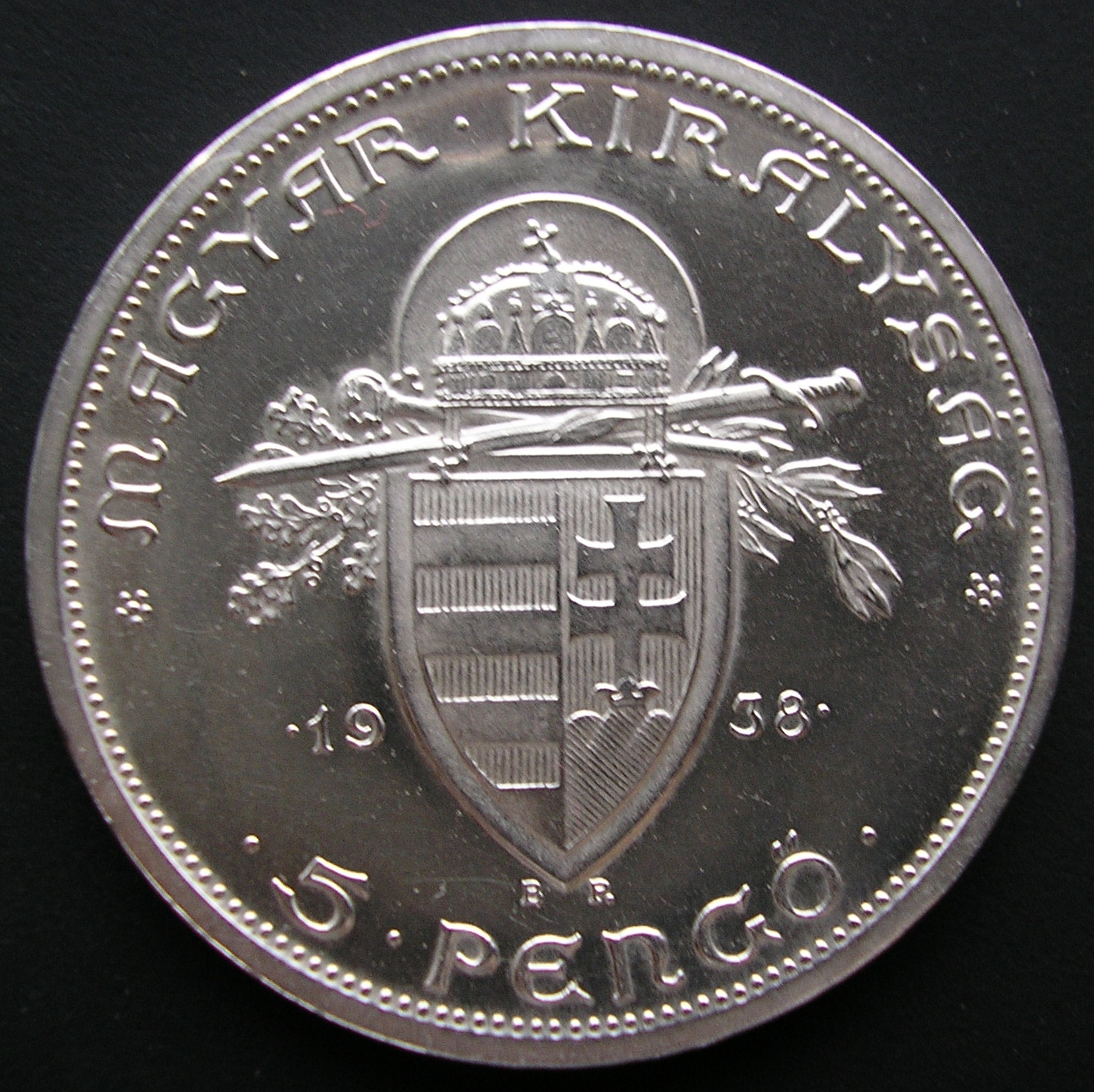
Szt. Istvános ezüst ötpengős hátulja, 1938
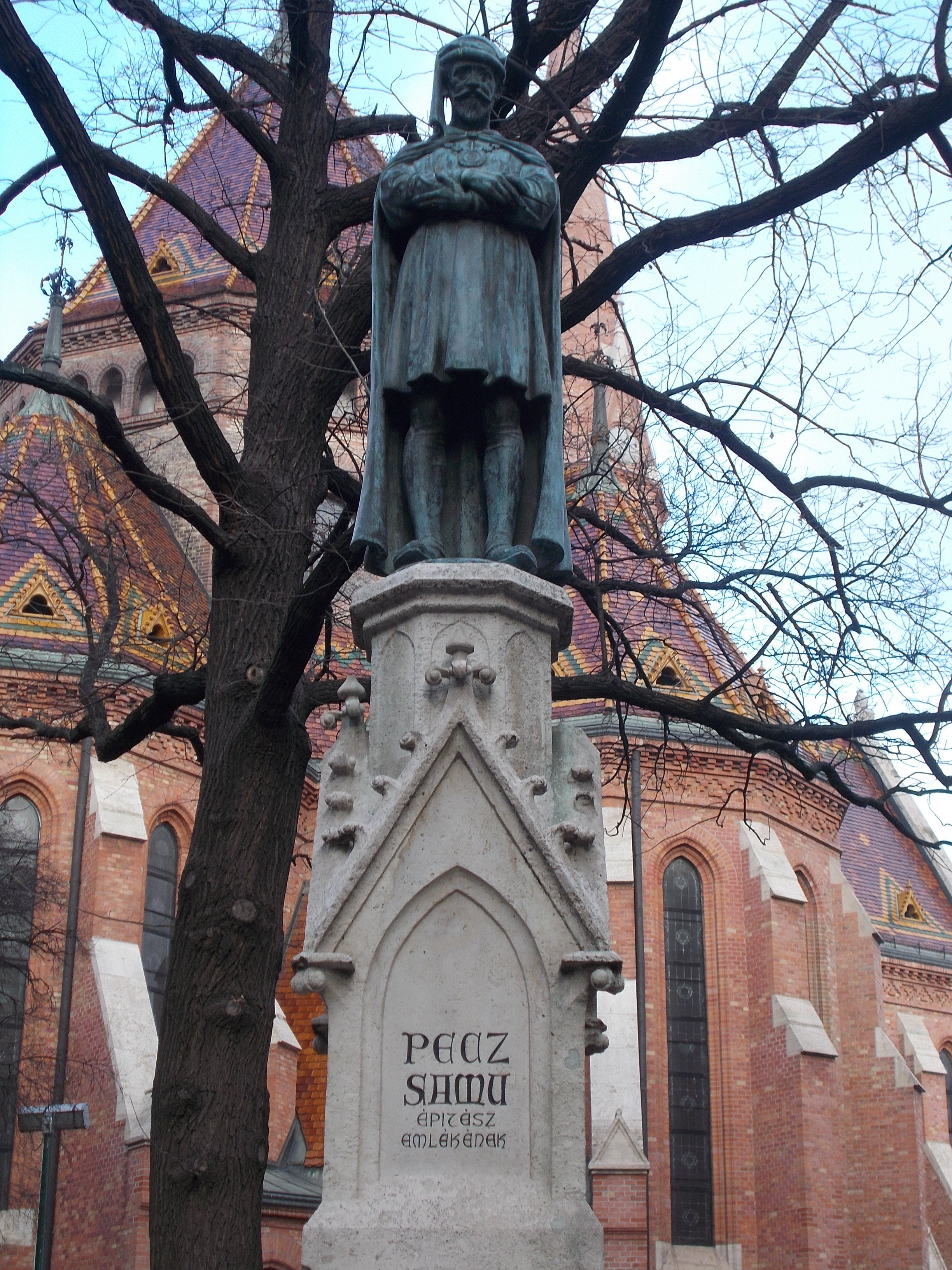
Pecz Samu-kút, Szilágyi Dezső tér, 1929
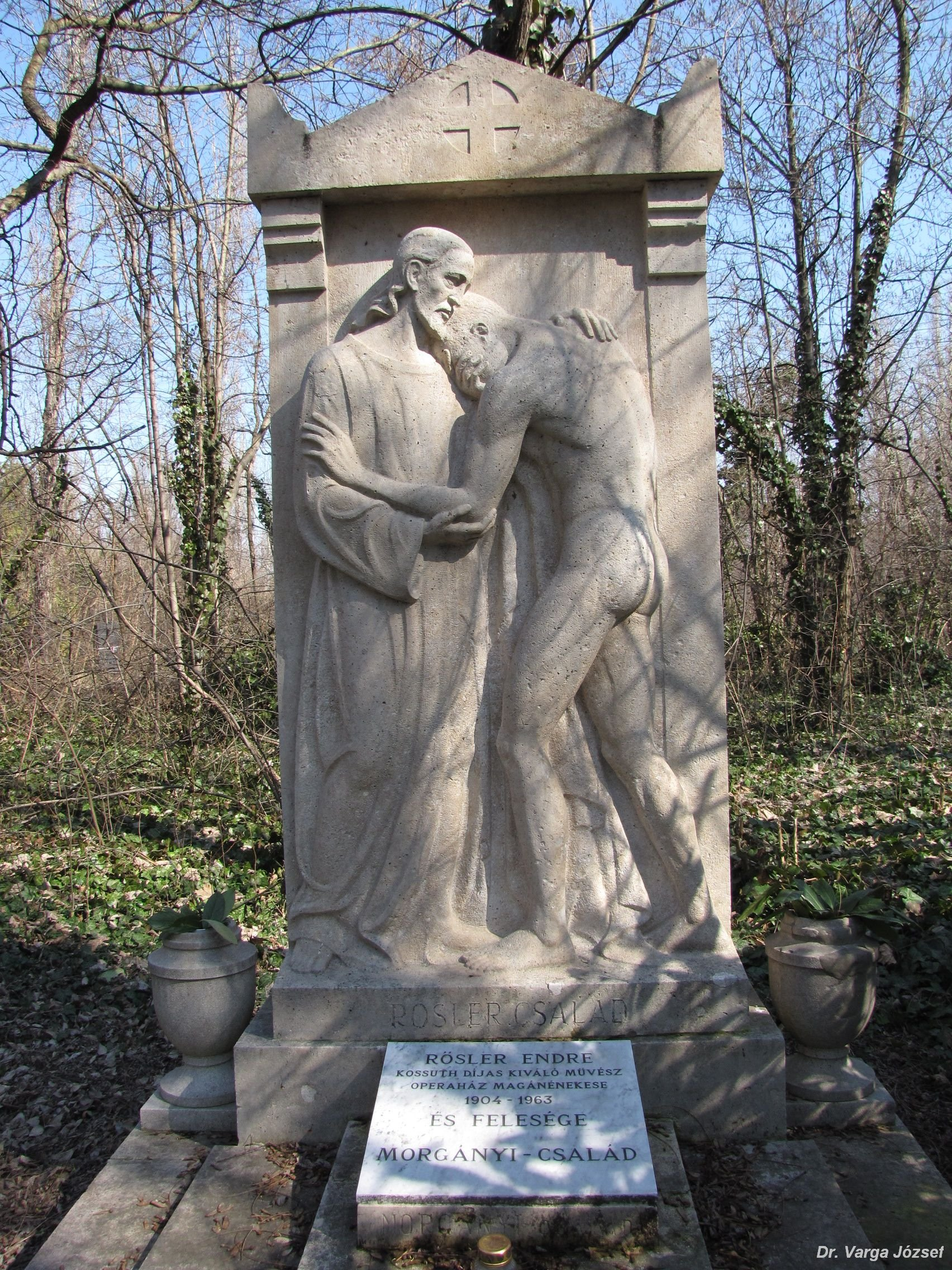
Rősler Endre sírja (Budapest, Kerepesi temető)
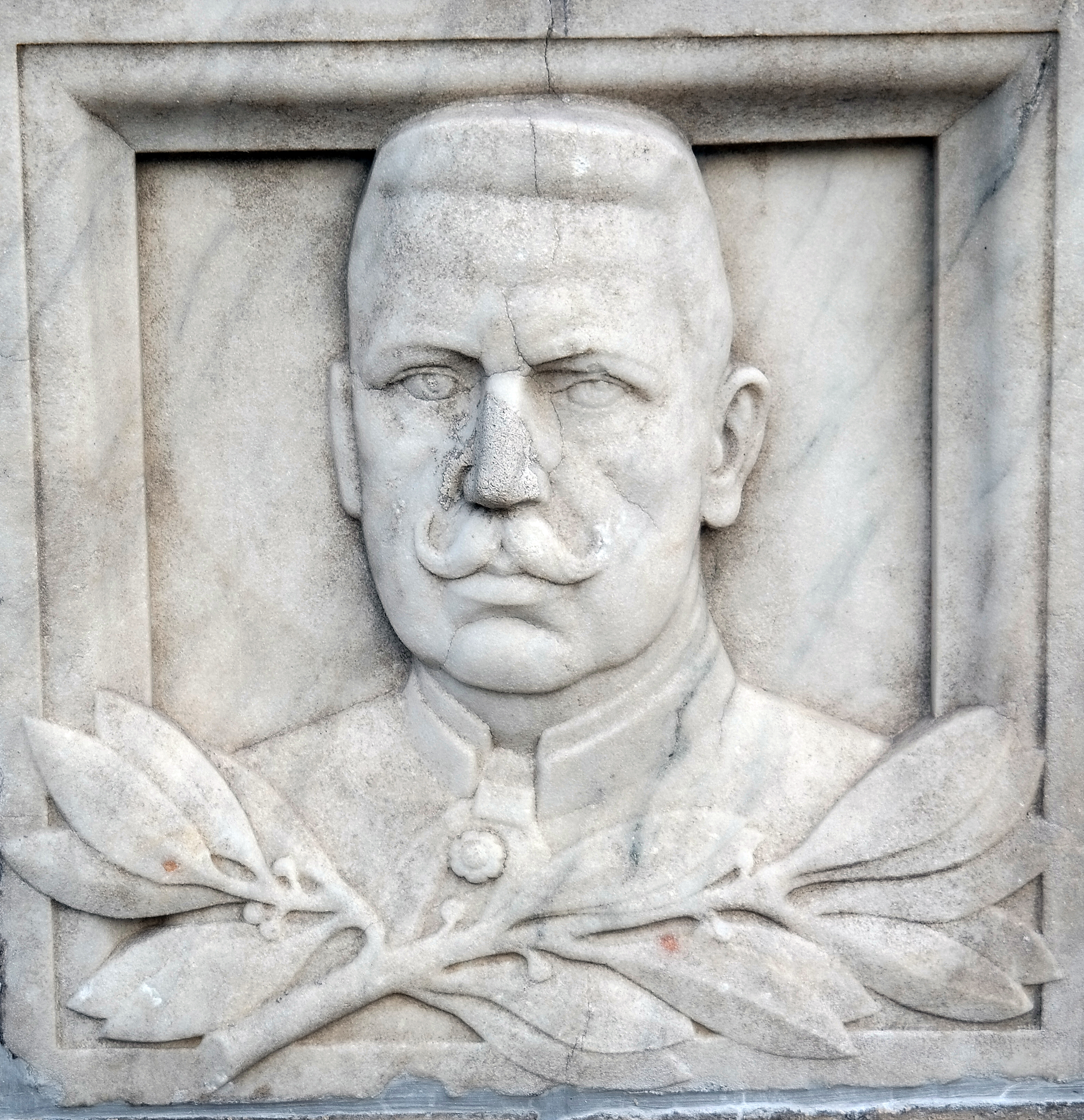
Springer Ferenc domborműve (Budapest, a Groupama Aréna főbejáratánál)
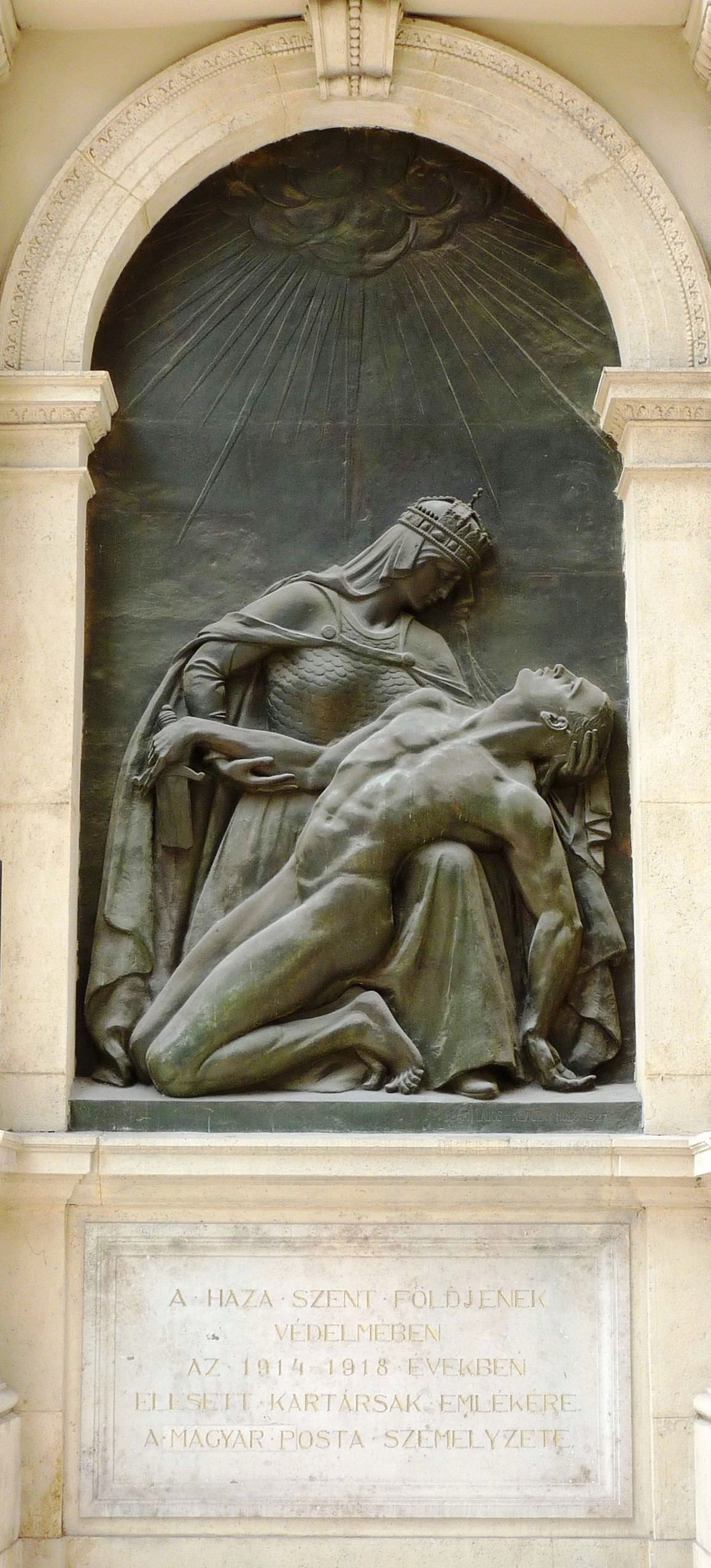
Az első világháborúban elesett postások emlékműve

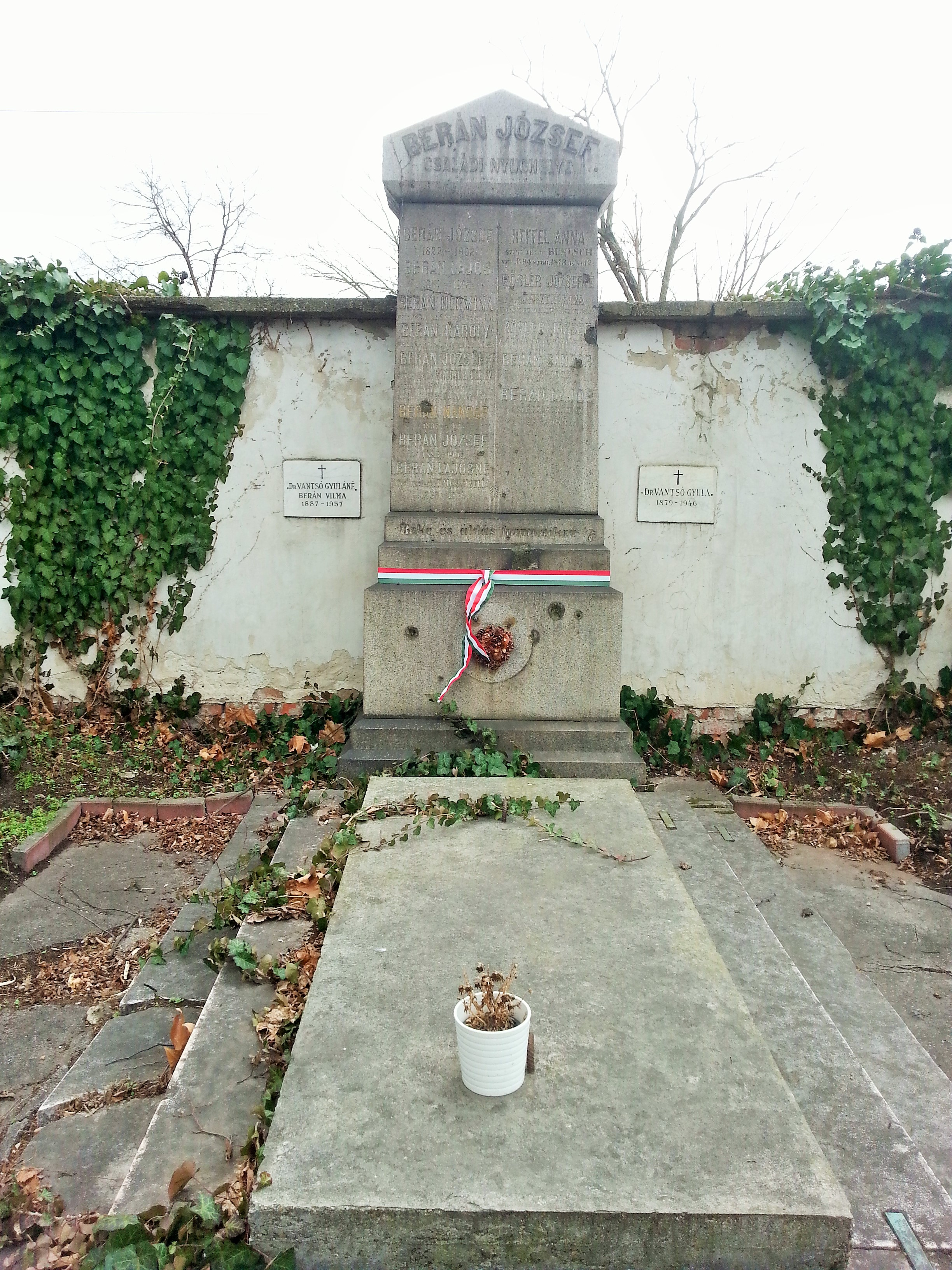
Sírja a Fiumei úti sírkertben (Jobb oldali falsírboltok-372)